# Іоскеха і Тавіскарон
Іоскеха і Тавіскарон — в міфології північноамериканських індійців гуронів боги, близнюки-антагоністи, що уособлювали весну і зиму.
Іоскеха (Ioskeha, Tijus-kaha) — символ весни, тепла, світла. Створював речі та предмети, корисні людині (долини, прямі річки, ліки, дичину).
Тавіскарон (Tawiscara, Tawis-karong) — символ зими. Намагався ускладнювати життя людей, створюючи буревії, різноманітних чудовиськ, викривляючи русла річок. Намагався вкрасти сонце, яке його брату вдалося повернути за допомогою деяких тварин. В суперництві між братами відбувається поєдинок, в якому Іоскеха, озброєний рогами оленя, перемагає Тавіскарона. Під час втечі Тавіскарона краплі його крові падають на землю і перетворюються на каміння. Із рештків тіла Тавіскарона утворюються скелясті гори.
Після перемоги Іоскеха створив рід людський. Він вбиває жабу, яка поглинала земну воду, і наповнює водою ріки. Від черепахи, яка підтримує землю, Іоскеха отримує дар видобування вогню і перший качан кукурудзи. Все це він передає людям.
В міфах ірокезів, Іоскесі і Тавіскарону відповідають Енгоріо (добрий розум) і Енігонхахетга (злий розум).